# Ilisha melastoma
Ilisha melastoma är en fiskart som först beskrevs av Bloch och Schneider, 1801.  Ilisha melastoma ingår i släktet Ilisha och familjen Pristigasteridae. Inga underarter finns listade i Catalogue of Life.